# Ronald Fraser (actor)
Ronald Fraser (Ashton-under-Lyne,  Lancashire; 11 de abril de 1930 – Londres; 13 de marzo de 1997) fue un actor de reparto inglés, que apareció en numerosas películas británicas de los décadas de los 50 a los 70 del siglo XX y también en muchos programas populares de la televisión. Es padre del actor Hugh Fraser.
Ronald Fraser nació en Ashton-under-Lyne, Lancashire, Inglaterra y era hijo de un decorador de interiores. Fue educado en Escocia y realizó el Servicio militar como oficial llegando a teniente en los Seaforth Highlanders. 
Se formó como actor en la RADA y actuó por vez primera en el Glasgow Citizen's Theatre antes de hacerlo en Londres y el Old Vic desde 1954. Se especializó en encarnar a personajes cínicos, egoístas y villanos.
Fraser residía en Hampstead, Londres. Era muy aficionado a la bebida y un personaje muy conocido en los establecimientos hosteleros de la zona. 
Murió de una hemorragia a los 66 años. Su féretro fue llevado a hombros de Sean Connery, Peter O'Toole, Simon Ward (estrella de Young Winston) y Chris Evans.
- Películas 
  - The Long and the Short and the Tall (1960)
  - Crooks in Cloisters (1964)
  - El vuelo del Fénix (Flight of the Phoenix) (1965)
  - Comando en el mar de China (1970)
  - The Magnificent Seven Deadly Sins (Wrath segment) (1971)
  - Swallows and Amazons (1974)
  - Come Play With Me
  - The Wild Geese (1978)
  - Tras la pista de la pantera rosa (Trail of the Pink Panther) (1982)
  - Let Him Have It (1991)

- Programas de televisión
  - Pygmalion
  - The Sweeney
  - The Famous Five
  - Pennies From Heaven
  - Danger Man
  - Minder
  - Life Without George
  - Lovejoy
  - Brideshead Revisited
  - Doctor Who (The Happiness Patrol)
  - The Young Indiana Jones Chronicles.
  - The Chris Evans show "TFI Friday"